# Monte Nirvana
O Monte Nirvana, com 2 773 metros (9 098 pé) é o nome não oficial da montanha mais alta dos Territórios do Noroeste, no Canadá. Atualmente, o governo canadense está trabalhando para reconhecer oficialmente o nome de Thunder Mountain, refletindo o nome da Primeira Nação local Deh Cho para a montanha. Hoje o nome Mt. Nirvana é comumente descrito na literatura alpina. 